# Сент-Клер, Чарльз, 17-й лорд Синклер
Чарльз Мюррей Кеннеди Сент-Клер, 17-й лорд Синклер  (англ. Charles St Clair, 17th Lord Sinclair; 21 июня 1914 — 1 апреля 2004) — шотландский дворянин, пэр и военный. Все свою жизнь он служил британской короне: в качестве солдата, офицера в геральдической коллегии, шталмейстера при дворе королевы-матери, шотландского пэра-представителя и лорда-лейтенанта.

## Ранняя и личная жизнь
Родился 21 июня 1914 года. Единственный сын Арчибальда Джеймса Мюррея Сент-Клера (1875—1957), позднее 16-го лорда Синклера (с 1922), и его жены Вайолет Фрэнсис Кеннеди (? — 1953), дочери полковника Джона Кеннеди . Он получил образование в Итоне и Колледже Магдалины в Кембридже, получив в 1936 году степень бакалавра искусств. Когда его отец унаследовал лорд в 1922 году , Чарльз Сен-Клер стал известен как мастер Синклер в соответствии с обычной практикой для шотландских пэров.
6 января 1968 года он женился на Энн Леттис Коттерелл (род. 16 октября 1933), дочери Ричарда Чарльза Коттерелла, 5-го баронета, от которой у него было две дочери и сын:
- Мэтью Мюррей Кеннеди Сент-Клер, 18-й лорд Синклер (род. 9 декабря 1968), сменивший отца на посту лорда Синклера[6]. Женат, двое сыновей
- Достопочтенная Лора Энн Сент-Клер (род. 25 июня 1972), незамужняя
- Достопочтенная Аннабел Леттис Сент-Клер (род. 27 июня 1973), замужем, двое детей.

## Военная карьера
Сен-Клер был назначен вторым лейтенантом в генеральном списке территориальной армии в 1936 году и переведен в гвардию Колдстрима в 1937 году. В 1938 году он получил звание лейтенанта . Сен-Клер служил в Палестине до 1939 года, за это время он был ранен и упоминается в депешах. Во время Второй мировой войны служил в гвардейской бронетанковой дивизии. В результате ранения Сен-Клер уволился из армии 29 мая 1947 года в должности капитана и получил почетное звание майора.
Сен-Клер также много лет был членом Королевской компании лучников (Телохранитель королевы Шотландии). Это влекло за собой только церемониальные обязанности.

## Королевская служба
Чарльз Сен-Клер был назначен на должность Portcullis Pursuivant в коллегии герольдии в 1949 году, таким образом, став членом Королевского двора. Как и другие офицеры, он принимал участие в государственных церемониях, включая коронацию королевы Елизаветы. Сент-Клер был повышен до York Herald в коллегии герольдии в 1957 году и занимал этот пост до своей отставки в 1968 году.
Он стал членом (4-го класса) Королевского Викторианского Ордена в Списке почестей коронации и повышен до командующего в честь Дня Рождения Королевы 1990 года. Он также занимал должность почетного специалиста по генеалогии Ордена с 1960 по 1968 год. В 1968 году он получил Королевскую медаль за долгую и верную службу от королевы Елизаветы II за 20 лет службы британской королевской семье.
В октябре 1953 года Сент-Клер был назначен дополнительным шталмейстером королевы-матери , хотя он был её личным другом в течение нескольких лет . Во время этого назначения (которое он занимал до её смерти) он посещал королеву-мать на различных публичных мероприятиях. Он часто останавливался в поместье Балморал, когда она посещала Шотландию, и ходил с ней на рыбалку, поскольку оба были увлеченными рыболовами.

## Государственная служба
Сен-Клер сменил своего отца на посту лорда Синклера в ноябре 1957 года. В 1959 году он был избран одним из пэров-представителей Шотландии в Палате лордов, должность также занимали предыдущие четыре лорда Синклера. Это назначение закончилось в 1963 году, когда принятие Закона о пэрах положило конец выборам представительных пэров и позволило всем шотландским пэрам заседать в Палате лордов. Перед тем, как уйти в отставку из офиса York Herald, лорд Синклер занимал, возможно, уникальное положение: он мог участвовать в церемонии открытия парламента государства либо в качестве члена Палаты лордов, либо в качестве глашатая. (Возможно, именно благодаря своему участию в Государственном открытии офицеры вооруженных сил наиболее известны широкой публике).
В 1969 году лорд Синклер был назначен заместителем лейтенанта Керкубришира . В связи с заменой шотландских округов регионами и округами в середине 1970-х годов он стал заместителем лейтенанта в регионе Дамфрис и Галлоуэй (округ Стюартри). В 1977 году лорд Синклер был назначен вице-лордом-лейтенантом того же округа, а в 1982 году стал лордом-лейтенантом, занимая эту должность до 1989 года.
Лорд Синклер умер 1 апреля 2004 года.